# 海航保利国际中心
海航保利国际中心是位于中国重庆市渝中区的一座摩天大楼。

## 楼层分区
| 層數   | 用途                    |
| ------ | ----------------------- |
| 45－58 | 辦公室                  |
| 44     | 辦公室空中大堂          |
| 30－43 | 辦公室                  |
| 7－28  | 香格里拉酒店客房        |
| 2－6   | 商务中心及酒店配套      |
| 1      | 辦公室及酒店大堂        |
| -6－-2 | 停車場，共700多个停车位 |

## 项目历史
2007年6月17日，上午，重庆宾馆保利国际广场的开工仪式在重庆宾馆旧址举行。该项目由重庆旅游控股集团旗下的重庆宾馆有限公司与中国保利集团旗下的重庆鼎瑞房地产开发有限公司联合开发建设。还将建成1000平方米以上的宴会厅和功能齐备的健身娱乐设施。塔楼的侧面设计成一个类似大拇指的形状。

## 周围交通
- 重庆轨道交通临江门站